# Marcelo Viana
Marcelo Miranda Viana da Silva (Rio de Janeiro, 4 de março de 1962) é um matemático brasileiro. Trabalha com sistemas dinâmicos e teoria do caos. É o atual diretor-geral do Instituto de Matemática Pura e Aplicada (IMPA), instituição que faz pesquisa de ponta e organiza a Olimpíada Brasileira de Matemática das Escolas Públicas.
É o primeiro brasileiro e primeiro matemático, juntamente com François Labourie, a receber o Grande Prêmio Científico Louis D., principal premiação científica da França, oferecido pelo Institut de France.

## Carreira[5]
Marcelo Miranda Viana da Silva graduou-se em Matemática em 1984 pela Universidade do Porto, Portugal, e obteve seu doutorado em Matemática em 1990 no IMPA. 
Em 1994, realizou estágios de pós-doutoramento na Universidade da Califórnia e na Universidade de Princeton, ambas nos Estados Unidos. Tornou-se o primeiro brasileiro convidado a palestrar no Congresso Internacional de Física Matemática (International Congress in Mathematical Physics, ICMP, em inglês) também em 1994 e, quatro anos mais tarde, em 1998, no Congresso Internacional de Matemáticos (em inglês: International Congress of Mathematicians (ICM)).
Entre 2001 e 2008, atuou como coordenador científico da União Matemática da América Latina e do Caribe (UMACLA), entre 2004 e 2007, como coordenador de Comitês do Conselho Nacional de Desenvolvimento Científico e Tecnológico (CNPq) e, de 2008 a 2010, da Coordenação de Aperfeiçoamento de Pessoal de Nível Superior (CAPES).  
Foi o presidente da Sociedade Brasileira de Matemática (SBM) de 2013 a 2015  e vice-presidente da União Matemática Internacional (IMU) de 2011 a 2014. 
Configura-se como um pesquisador do IMPA e desenvolve pesquisas em sistemas dinâmicos. 

## Prêmios e reconhecimento[5]
- Prêmio "Matemáticos Jovens de Países em Desenvolvimento" (1991), da IMU;
- Prêmio em Matemática (1998), da Academia Mundial de Ciências (TWAS);
- Prêmios Ramanujan (2005), do Centro Internacional de Física Teórica (ICTP);
- Prêmio Grande Cientista Brasileiro (2009), da Universidade Federal Fluminense (UFF);
- Grânde Prêmio Científico Louis D. (2016), do Instituto da França;
- Prêmio CBMM para a Ciência (2019).

## Obras
- com José Espinar: Differential equations: a dynamical systems approach to theory and practice, American Mathematical Society, Graduate Studies in Mathematics vol. 212, 2021
- com Krerley Oliveira: Foundations of Ergodic Theory, Cambridge University Press, 2016
- com Krerley Oliveira: Fundamentos da Teoria Ergódica, Sociedade Brasileira de Matemática, Coleção Fronteiras da Matemática, 2014
- Lectures on Lyapunov exponents, Cambridge University Press, 2014
- com Christian Bonatti, Lorenzo Diaz: Dynamics beyond uniform hyperbolicity, Springer 2004 (Encyclopedia of Mathematical Sciences)
- What´s new on Lorenz Attractors ?, Mathematical Intelligencer 2000, Caderno 3
- Dynamical systems – moving into the next century in Björn Engquist, Wilfried Schmid (Editor) Mathematics Unlimited - 2001 and beyond, Springer 2001